# 산 로렌조 (고양이 요람)

산 로렌조의 국기

산 로렌조가 위치한 지도

산 로렌조(San Lorenzo)는 커트 보네거트의 소설 고양이 요람에 등장하는 가상의 국가로, 카리브해에 위치해 있다고 알려져 있다.